# 岩村高俊

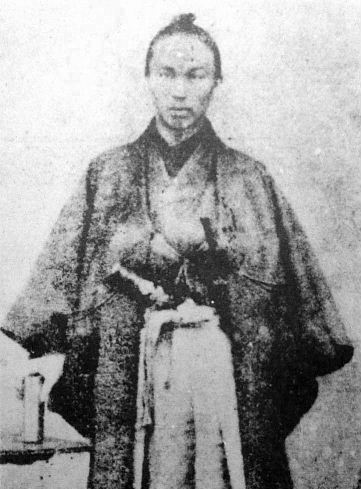
志士時代の岩村高俊

岩村 高俊（いわむら たかとし、弘化2年11月10日（1845年12月8日）- 明治39年（1906年）1月4日）は、日本の江戸時代後期から明治期の武士（土佐藩士）、官僚、華族である。初名は鉄五郎、のち精一郎。
宿毛領主伊賀家に仕えた岩村英俊（礫水）の三男で、岩村通俊、林有造の弟。位階勲等は従二位、勲二等、男爵。美術評論家・美術史家の岩村透は長男、次男は建築家の竹腰健造。

## 経歴
土佐国幡多郡、のちの宿毛村貝塚（宿毛町を経て現宿毛市）に生まれる。藩校の文武館で蘭学や砲術を学ぶ。慶応3年（1867年）9月に通俊の鉄砲購入に随行して長崎へ行く。ここで監察・佐佐木高行の添え書きを得て11月に上京し、陸援隊に入隊した。

### 新撰組と交戦
直前に同郷の坂本龍馬・中岡慎太郎が近江屋で暗殺されると、十津川郷士・中井庄五郎や、沢村惣之丞、陸奥宗光、大江卓らとともに暗殺者と噂された紀伊藩三浦休太郎を襲撃し、警固していた新選組と交戦に及ぶ（天満屋事件）。

### 高野山で挙兵
その後、鷲尾隆聚の高野山挙兵に参加。

### 戊辰戦争
戊辰戦争では、新政府軍の東山道先鋒総督府の監察および応接係として転戦。北越戦争では山道軍を率いて越後国の長岡に迫り、小千谷の慈眼寺にて長岡藩家老河井継之助と会談する。だが、「会津藩を説得する」という河井の嘆願を「時間稼ぎであろう」と全く聞く耳を持たず交渉は決裂、結果として長岡藩は新政府軍の敵に回って激戦が行なわれた。明治2年（1869年）には戊辰戦争の功で永世禄高200石を得た。

### 明治維新以降
維新後、有栖川宮家令、宇都宮県・神奈川県の権参事を務めた後、明治7年（1874年）1月に佐賀県権令となり、内務卿・大久保利通の内意を受けて江藤新平を盟主とする征韓党の挙兵（佐賀の乱）の鎮圧に努めた。乱の後は内務省に移り、大久保の随員として井上毅らとともに清国を訪れている。同年11月には江木康直の後任として愛媛県へ赴任。明治13年（1880年）まで権令を務め、地租改正や民会施策などを実施。以後は内務省の大書記官、石川、愛知、福岡、広島の県令や知事を歴任、明治25年（1892年）1月15日に貴族院議員となり、明治29年（1896年）6月5日には男爵に叙された。明治31年（1898年）7月30日、錦鶏間祗候に任じられた。
晩年は京都市の一条堀川に住み、議会開催中のみ上京していた。長男の岩村透が男爵位を継いでいる。

## 評価
人格的評価については、毀誉褒貶様々な意見がある。

### 戊辰戦争期
北越戦争時に、山縣有朋が小千谷の新政府軍本営に着いた際、岩村は贅沢な朝食を地元の娘に給仕させており、激怒した山縣は土足のままその膳を蹴り上げたという。長州人の岩村への評価は「キョロマ｣であり、木戸孝允も同様の評価をしている（後述）。
長岡藩家老河井継之助は、本気で中立論を展開し、山縣有朋か黒田清隆との会談を希望していたが、岩村はこれを一蹴している。後年自伝では「途中で従うようになった信州各藩の家老は平凡な人材ばかりで、河井についても経歴・人物を知らなかったため、時間稼ぎをしているだけだと思った」と述懐している。
そもそも、長岡藩の他の家老達は新政府への恭順派が多く、出奔した者すらいた。また、長岡藩は意地になって潰さねばならぬほどの規模ではない小藩であった。この岩村の熟慮を欠いた判断が、長岡藩を奥羽列藩同盟側へ追い込むこととなった。その結果、北越戦争における新政府軍の想定外の大損害、一度陥落させた城を奪われるという失態という記録となる。
たられば、の話ではあるが、河井と山縣或いは黒田清隆との会談が実現していれば、北越戦争そのものを避けられた可能性がある、会津藩への講和交渉を引き受けるとまで提案した河井に対し、一切の交渉の機会を与えなかったというのは、一軍の将として狭量とする意見もある。しかしながら内部の意見統一もできていなかった長岡藩の、他藩との折衝実績の無い家老の河井に列藩同盟との調停が可能であったかは疑問の残るところである。

### 行政家として
佐賀県権令としても、ドナルド・キーンの「無能で横柄な岩村の抜擢は、最悪の選択だったと言える」との厳しい評がある。キーンの『明治天皇』によれば、岩村は佐賀藩士島義勇の前で佐賀藩士を侮辱し、彼を反乱側へと追いやったとしている。もっとも木戸孝允は、この人選は大久保利通の佐賀を決起に追い込むための策略（すなわち岩村の性格ならば、必ずや佐賀士族を侮辱し憤らさせるような事態を起こすであろうことを見越したもの）であると看破し、後に大久保に対する人格批判への根拠として久米邦武に洩らしている。
後に赴任した愛媛県では、積極的に旧藩士を登用し「民権県令・平民長官」などと呼ばれた。末広鉄腸は当時の功績・人望を高く評価している。

## 栄典
位階
- 1873年（明治6年）11月16日 - 正七位[7]
- 1886年（明治19年）7月8日 - 正五位[8]
- 1886年（明治19年）10月28日 - 従四位[9]
- 1903年（明治36年）12月11日 - 正三位[10]

勲章等
- 1887年（明治20年）11月25日 - 勲三等旭日中綬章[11]
- 1889年（明治22年）11月25日 - 大日本帝国憲法発布記念章[12]
- 1898年（明治31年）6月28日 - 勲二等瑞宝章[13]

## 家族
- 父・岩村英俊
- 母・嘉乃 - 甥に小野義眞、姪・利遠の夫に小野梓、甥・義為の子に小野義一がいる[14]。
- 長兄・岩村通俊 - 子に岩村俊武、岩村通世、岩村一木など
- 次兄 林有造 - 子に林譲治 (政治家)など
- 妻・乙猪（1866年生） - 高知県士族・真田庵の二女
- 長男・岩村透 - その二男・岩村博（農園経営）が襲爵。
- 二男・竹腰健造 - 元小倉藩士で炭鉱経営者の竹腰虎太郎の養子で、のちに娘婿となる。長男・洋一（大蔵省、武富士副社長）の岳父に住友銀行社長岡橋林。
- 三男・平井金三郎 - 平井毓太郎の娘婿
- 娘・嵯峨 -白石直治の長男・白石多士良（小松製作所初代社長、白石基礎工事およびパシフィックコンサルタンツ創業者）の妻
- 娘・きよ - 大三輪奈良太郎の前妻
- 娘・かつ - 那波光雄の妻
- 娘・千代 - 貝島太助の養女。太助の子・永二の妻となる。